# Kooperative Speicherbibliothek Schweiz
Die Kooperative Speicherbibliothek Schweiz ist eine Speicherbibliothek für die angeschlossenen Mitglieder-Bibliotheken. Neben der effizienten, raumsparenden, kostengünstigen und an konservatorischen Vorgaben ausgerichteten Lagerung und Bewirtschaftung von Büchern, Zeitschriften und weiteren Medien erbringt sie weitere Dienstleistungen.

## Der Verein
Der Verein Kooperative Speicherbibliothek Schweiz stellt den Betrieb der Kooperativen Speicherbibliothek sicher. Die teilnehmenden Bibliotheken sind als Mitglieder am Verein beteiligt und teilen sich die Kosten des Betriebs. Derzeit beteiligen sich die folgenden Bibliotheken am Verein:
- Zentral- und Hochschulbibliothek Luzern
- Zentralbibliothek Zürich
- Universitätsbibliothek Basel
- Universitätsbibliothek St. Gallen
- Hauptbibliothek Universität Zürich
- Zentralbibliothek Solothurn

### Aktiengesellschaft
Das Gebäude und dessen Bau werden von der Aktiengesellschaft Speicherbibliothek AG getragen, deren Aktionariat die Träger der Bibliotheken (Kantone, Universitäten, Stiftungen) bilden. An der Aktiengesellschaft beteiligt sind:
- Kanton Luzern
- Zentralbibliothek Zürich
- Universitätsbibliothek Basel

## Geschichte

### Projekt
Die Kooperative Speicherbibliothek Schweiz ist das Ergebnis aus einem Gemeinschaftsprojekt der Zentral- und Hochschulbibliothek Luzern, der Zentralbibliothek Zürich, der Universitätsbibliotheken von Basel und Zürich und der Zentralbibliothek Solothurn. Es wurde durch das SUK P-2 Programm von swissuniversities finanziell unterstützt.
Die Bibliotheken leiden seit längerer Zeit unter Platznot in ihren Magazinen. Teilweise müssen sie deshalb immer wieder Bestände in Aussenlager auslagern. Ein grosses gemeinsames Aussenlager, das sowohl konservatorisch wie bibliothekstechnisch den Anforderungen entspricht, zentral geplant und gemeinsam bewirtschaftet werden kann, gilt als wirtschaftliche und effiziente Lösung für die Platzprobleme der meisten Bibliotheken. Durch die Verschiebung von Beständen in die Kooperative Speicherbibliothek wird in den Stammhäusern Platz frei für andere Bedürfnisse. Dabei bleiben die Werke weiterhin ausleihbar.
Nach jahrelanger Vorbereitungsarbeit und nach einer erfolgreichen Volksabstimmung im Kanton Luzern im November 2013 ist im August 2014 mit dem Bau der Kooperativen Speicherbibliothek begonnen worden.
Aufgrund der Neuausrichtung der Bibliotheks- und Archivstrategie sowie der Massnahmen zur Entlastung des Staatshaushalts hat der Regierungsrat des Kantons Aargau am 17. Dezember 2015 entschieden, auf den geplanten Beitritt der Aargauer Kantonsbibliothek zur Kooperativen Speicherbibliothek unter Federführung des Kantons Luzern zu verzichten.
Das Projekt wurde Ende Januar 2016 abgeschlossen und an den operativen Betrieb übergeben.

### Meilensteine
- 24. November 2013: Volksabstimmung[8][10][11]
- 28. März 2014: Gründung Trägerverein[12][13]
- August 2014: Baubeginn
- 10. November 2014: Grundsteinlegung[14][15]
- Februar 2016: Betriebsaufnahme
- 24. Juni 2016: Eröffnung[16]

## Bau
Die Speicherbibliothek ist keine herkömmliche Bibliothek, die ihre Bücher in Regalen lagert. Sie wird nach einem neuartigen Konzept als teilautomatisiertes Hochregallager betrieben.
Nach aussen stellt sie sich als ein Industriebau dar mit einem vorgelagerten Verwaltungsgebäude. Der Bau wird modular aufgebaut. Ein erstes Modul bietet Platz für bis zu 3,1 Millionen Bände. Es besteht die Möglichkeit eines Ausbaus bis zu einem Fassungsvermögen von rund 14 Millionen Bänden. Eine Inertisierung sorgt für hohen Brandschutz, eine passive Klimatisierung für ein optimales Lagerklima für die teils wertvollen Bestände.
Im Innern des Gebäudes werden die Bücher in Behältern in Hochregalen gelagert und mittels automatischer Bediengeräte bewirtschaftet. Bestellt ein Benutzer aus dem elektronischen Katalog einer Bibliothek ein Buch, das sich in der Speicherbibliothek befindet, bringt ein Regalbediengerät den Behälter mit dem bestellten Buch zum Lagermitarbeitenden, der es für den Versand bereitlegt oder eine elektronische oder eine Papierkopie von einem Zeitschriftenartikel anfertigt. Ein Kurierdienst liefert die Bestellungen bis zu zwei Mal täglich in die jeweilige Bibliothek.

## Bestand
Ein besonderes Kennzeichen der Kooperativen Speicherbibliothek ist der sogenannte kollektive Bestand. In diesem werden Bestände der Partnerbibliotheken dedoubliert zusammengeführt. Dabei werden vor allem bei Zeitschriftenbänden die Bestände von mehrfach vorhandenen Exemplaren entlastet, es wird nur noch die besterhaltene und vollständige Ausgabe aufbewahrt. Dadurch wird in den Bibliotheken dringend benötigter Raum frei, der Zugriff auf die Bestände bleibt dennoch erhalten.
Zeitschriften und Zeitschriftenartikel, insbesondere aus dem kollektiven Bestand, werden in der Regel nicht ausgeliehen. Hier ist der Versand physischer und vorzugsweise digitaler Kopien vorgesehen. Monographien hingegen können weiterhin über die teilnehmenden Bibliotheken ausgeliehen werden.
Die Kooperative Speicherbibliothek bietet zudem die Möglichkeit von Dienstleistungen für die beteiligten Bibliotheken, wie Scannen, Kopieren, Reinigung von Beständen, kleiner Reparaturen etc.